# Companie
O companie sau firmă reprezintă o unitate economică și o entitate juridică ce constituie o asociere de persoane, fie fizice, fie juridice, sau o combinație a acestora, cu un scop specific. Membrii companiei împărtășesc un obiectiv comun și colaborează pentru a atinge ținte precise și declarate. O companie este, în general, o entitate economică mare, care poate cuprinde societăți comerciale, industriale sau de transport.
De-a lungul timpului, companiile au evoluat pentru a dobândi următoarele caracteristici: „personalitate juridică distinctă, răspundere limitată, acțiuni transferabile, deținerea de către investitori și o ierarhie managerială”. Compania, ca entitate juridică, a fost înființată de statul care a acordat privilegiul constituirii acesteia.
O companie poate fi constituită ca persoană juridică, beneficiind de răspundere limitată, astfel încât membrii să nu fie răspunzători personal pentru obligațiile companiei, conform politicii de constituire publicate. În cazul în care compania își încetează activitatea, poate fi necesară lichidarea acesteia pentru a preveni apariția unor obligații legale suplimentare. Companiile pot să se asocieze și să se înregistreze colectiv ca noi entități, rezultând adesea în formarea unor grupuri corporative.

## Clasificare

### Companii private și publice
- companii private – au unul sau mai mulți proprietari, fiecare deținând câte un procentaj din acțiunile companiei
- companii publice – o companie publică ce are acțiuni listate la bursă (toate acțiunile sau doar o parte)

### După prestație
- companii (întreprinderi) de producție
- companii (întreprinderi) de comerț
- companii (întreprinderi) de servicii sociale

## Legături
- Unele dintre cele mai importante trăsături ale situației economico-financiare din 1932